# Carbeto de cálcio
Carbeto de cálcio, popularmente chamado de carbureto de cálcio e muitas vezes apenas como "carbureto", é o composto químico com a fórmula CaC2. O material é incolor, mas muitas amostras apresentam protuberâncias pretas a branco-acinzentadas, dependendo do grau de pureza. Seu principal uso industrial é na produção de acetileno.

## Produção
Carbeto de cálcio é produzido industrialmente em um forno de arco elétrico carregado com uma mistura de cal e carvão a aproximadamente 2000 °C. Este método continua o mesmo desde a sua invenção em 1888:
CaO + 3C  →  CaC2 + CO

## Estrutura cristalina
Sua estrutura se encontra de forma cristalina por conta do tipo de ligação realizada entre os compostos. Ou seja, essa tipagem de estrutura se deriva da Ligação Iônica entre os dois compostos, abrangendo as outras características desse tipo de ligação química.

## Aplicações

### Produção de acetileno
CaC2 + 2H2O  →  Ca(OH)2 + C2H2

### Produção de cianamida de cálcio
CaC2 + N2 →  CaCN2 + C

### Produção de Aço
Carbono, Ferro e outros componentes Químicos

### Lâmpadas de carbureto
Carbono e Metais Alcalinos ou Alcalino-Terrosos, Com Água.

### Outros usos
O "carbureto" quando adicionado à água produz o etino (nome IUPAC). O etino ou "acetileno" é um gás utilizado em processos de soldagem (solda oxiacetilênica). A forma mais segura de se transportar o acetileno é através do carbureto (material sólido e mais estável).